# Chatham (ville, New York)
Pour les articles homonymes, voir Chatham.
Chatham (prononcé en anglais : [tʃætəm]) est une ville du comté de Columbia, New York aux États-Unis. Sa population était de 4 128 habitants lors du recensement de 2010. Elle est située à la frontière nord du comté.
La ville comprend également un village également appelé Chatham au sud.

## Histoire
Les premiers colons sont des hollandais mais plus tard des Quakers et des habitants de Nouvelle-Angleterre arrivèrent. La ville de Chatham a été créée à partir des villes de Canaan et de Kinderhook en 1795. Contradictoire de son état actuel, Chatham était un centre industriel de plusieurs lignes ferroviaires inter-États au tout début du XXe siècle, dont la jonction avec le Boston and Albany Railroad (en) pour les connexions vers l'Est et l'Ouest, avec le Rutland Railroad pour les connexions vers le Vermont au Nord et avec la Harlem Line du New York Central pour les connexions vers New York. En 1887, une gare est construite par Henry Hobson Richardson. Le Lake Shore Limited d'Amtrak passe par la ville mais ne s'y arrête pas ; Amtrak a prévu la construction future d'une gare pour cette ligne à Chatham.
La Blinn-Pulver Farmhouse (en), la Melius-Bentley House (en), la Peck House (en), le Riders Mills Historic District (en), la Silvernail Homestead (en), le Simons General Store (en), le Spengler Bridge (en), l'église luthérienne St. John (en), la maison de James G. Van Valkenburgh (en) et la John S. Williams House and Farm (en) sont inscrits au National Register of Historic Places.

## Géographie
Selon le Bureau du recensement des États-Unis, la ville couvre une surface de 138,7 km2, dont 137,9 km2 de terre.
Le nord de la ville est limitrophe avec le comté de Rensselaer.
L'extrémité nord de la Taconic State Parkway (en) est dans la ville et l'Interstate 90 la traverse.
La New York State Route 66 (en) et la New York State Route 203 (en) se croisent dans la ville

### Zones limitrophes
La ville de Kinderhook est située à l'Ouest et les villes de Canaan et New Lebanon à l'Est. Les villes de Schodack et Nassau sont au Nord dans le comté de Rensselaer. Les villes d'Austerlitz et de Ghent sont situées au Sud.